# Josep Casas i Augé
Josep Casas i Augé (Barcelona, 6 de juny del 1913 - 7 de novembre del 1988) fou un músic i compositor de ballables i música per al cinema. Entre els anys cinquanta i setanta, impulsà l'edició de discos amb contes infantils en català i en castellà que tingueren molt d'èxit.

## Biografia
Va ser el que s'anomena un nen prodigi, i ja des de ben petit estudià a l'Escola Superior Municipal de Música de Barcelona, on aprengué piano, composició, orquestració i direcció. El 1927 debutà com a compositor al teatre Novetats de Barcelona amb l'obra A Barcelona; posteriorment, les composicions «Ball de Rams» i «Tarde de fútbol» el feren popular. Com tants altres músics de la seva època, treballà de pianista acompanyant cinema mut, a la sala Diorama de Barcelona. En els anys immediatament anteriors a la Guerra civil espanyola col·laborà amb August Algueró en les activitats del Hot Club Barcelonès, fent melodies jazzístiques de molt d'èxit.
Als anys quaranta i cinquanta fou un prolífic compositor de cançons i ballables (que a voltes signà Miguel Valle), i formà una orquestra pròpia, la Plantación (1941-1947), que posà música a films com ara Mosquita en Palacio i Viviendo al revés; d'aquests anys són gran quantitat de gravacions dirigides per Josep Casas en discos de 78 r.p.m. Cultivà també la faceta de compositor de música de pel·lícules, limitada a cinema fet a Catalunya. En aquest camp, succeí en Ramon Ferrés a la productora IFISA, d'Ignasi F. Iquino, on Casas començà a treballar el 1949, amb la banda sonora de La familia Vila; i fins al final de la dècada de 1960 hi fou un dels cinc compositors de "guàrdia" (juntament amb els August Algueró -pare- i August Algueró -fill-, Jaume Torrents i Ricard Lamote de Grignon). En els anys quaranta i cinquanta portà els anys més gloriosos de la discogràfica La Voz de su Amo/Compañía del Gramófono-Odeón, on dirigí les orquestres d'estudi, promogué els primers discos en català de la postguerra, de Josep Guardiola i les Germanes Serrano, i impulsà el Duo Dinámico. També abordà el camp de la revista i fou un arranjador extraordinàriament prolífic. Enregistrà gran quantitat de contes infantils, tant en català com en castellà
En els anys setanta i vuitanta fou cofundador i copropietari dels estudis Gema (Barcelona) i col·laborador habitual de Ràdio Barcelona. En els darrers temps dedicà la seva activitat a arranjament i gravacions per a publicitat i de discos de La Trinca i d'en Pau Riba, però també d'Antonio Machín, Marcos Redondo i Antonio Molina.
El seu germà Miquel Casas i Augé ha estat també un músic d'anomenada. Establert a Veneçuela des del 1952, hi fundà el Club del Acordeón i hi ha influït en diverses generacions de músics.

## Obres
- Ballables que Casas signà amb el pseudònim Miguel Valle: A la verita del rio: pasodoble (1950), Ayer te vi: fox (1946), Me avergüenzo de ti: zambra (1950), Mi salinera: alegrías (1948, lletra de José Blanco Ruiz i Ramon Perelló), Sigue el cha, cha, cha... (1961), Tu eres mi tipo: charlestón (1961)
- Ballables amb lletra de Maria Parera o G.Moreu, pseudònims de Santiago Guàrdia i Moreu:[nota 3] Aquí está: rumba (1951), Cruz y raya: bolero (1947), Demasiado tarde: bolero (1948), Doce rosas: bolero (1950), En la acera de enfrente: fox (1950), Manolita, ¡por favor!: habanera (1948, de la revista de Joaquim Gasa El Gran Clíper), Me gusta tu nombre: bolero (1949), No quiero abrir tu carta: fox (1950), Póker de besos: foxtrot (1951), Repica Miguel: tanguillo (1949), Súplica: slow-rock (1961), Te quiero apasionadamente: bolero (1948)
- Ballables amb lletra de Mario Marcel (Manuel Majó i Hernàndez?): Carta de amor: foxtrot (1945), Chócala Chick: foxtrot (1944), Doom without Bloom (1946, de la pel·lícula Aquel viejo molino, d'Iquino), En el bohío: son (1946), Gracias, no hay de qué: foxtrot (1944), Tengo un secreto: tanguillo (1947)

- A Barcelona (1927)
- Abogado empollón (1959), fox amb lletra d'Espinàs
- Abril (1949), bolero
- Barcelonina (1949), sardana
- Bésame con música (1959), comèdia musical d'Iquino i Francisco Prada
- La blanca blanca (1948)
- Bolero en swing (1945)
- Canela, sal y pimienta (1958), swing amb lletra d'Iquino
- El carrito: son (1949)
- Una chica como tu (1961), fox
- Con una sola mirada (1949), bolero
- Conchita Cintrón (1947), pas-doble amb lletra d'El Gitano Poeta, Eduardo Durán
- Deseo (1946), fox
- Don Jaume el Conqueridor (1978), música per a l'enregistrament de l'obra escatològica de Serafí Pitarra que varen fer Joan Borràs i J.M. Andreu
- En voz baja (1945)
- La Esperanza Macarena (1947), saeta d'El Gitano Poeta, Eduardo Durán
- Farruca en jazz (1958), swing
- Fin de semana (1950), fox
- Lo de siempre (1950), fox
- Luis Miguel Dominguín (1947)
- No se compra con dinero (1978), cançó amb lletra de Lisart
- Olvídame: vals criollo (1940)
- Patim, patam, patum, la cançó emblemàtica del conte En Patufet
- Perfumes de España (1952)
- Polca del Pim, Pam, Pum (1945)
- Ponte bonita: ritmo portorriqueño (1956), lletra de Joan Lladó
- Príncep trovador, cançó
- Qué bonito es el querer (1949)
- ¡Qué merengue! (1958), amb lletra d'Iquino
- Quiero que llegue el verano (1966), cumbia amb lletra de Luis Aguilé
- Un rinconcito (1950)
- Secuencias (1961), fox
- Tarareando (1949)
- Tarde de fútbol (1942), fox. En els anys vuitanta la tornà a cantar l'Orquesta Topolino
- Todo me habla de amor (1959), fox amb lletra de Joan Lladó
- La trastada de Maginet (1958), cançó infantil de Josep Maria Juncosa
- Tus pestañas (1950)
- La Ventafocs, sardana
- Yo te ví: bugui (1946)

- Arranjaments de cançons infantils i excursionistes. Adaptacions de nadales per a cor:  El abeto (O Tannenbaum), Adeste fideles, Ay del chiquirritín, Blanc Nadal (White Christmas), Campanilleros, El desembre congelat, Dime Niño ¿de quién eres?, El dimoni escuat, Les dotze van tocant, Dringueu campanes (Jingle Bells) La Marimorena, Los peces en el río, El petit vailet, El rabadà, Rin, rin, San José y el Niño Jesús, Santa nit (Stille Nacht, heilige Nacht), El tunc que tan tunc, Vamos pastorcillos, Villancico de Madrid, La Virgen y San José, Y en el portal de Belén
- Hom li ha atribuït el famós Ball de Rams, estrenat als anys 20, amb lletra de Rossend Llurba i Tost. La música pertany, però, a la cupletista i compositora Càndida Pérez i Martínez[2]

### Gravacions de contes infantils
Selecció de veus, efectes de so i direcció orquestral: 
Aladí (1971), Ali Babà i els quaranta lladres (1971), Les aventures d'en Massagran (1958, basat en l'obra de Josep Maria Folch i Torres), La bella dorment (1966), La Blancaneus (1960), Buffalo Bill vuelve al Oeste (1960), El caballero de Diós Ignacio de Loyola (1960), Un capitán de quince años (1960, inspirat en l'obra de Jules Verne), La Caputxeta Vermella (1963), El cavaller Nas-roent (1958, argument de Josep Maria Folch i Torres), El colegio (1958), Cristóbal Colón: narración histórica (1959, amb lletra de Josep Maria Espinàs), El crucero de los millonarios (1958), El cuervo y el zorro (1952), El enanito Tip (1958), L'escolanet de la Verge (1930?), El espantapájaros (1958), El flautista d'Hamelín (1971), El gallet Kikirikí (1966), El gat amb botes (1966), El gorrión que no quiso estudiar (1958), Gulliver en el país de Liliput (1962), Isabelita y Antón (=Hansel i Gretel, 1952), La lechera (1969), El lobo que se convirtió en cerdito (1975), El llop i les cabretes (1966), Els pastorets (1958), En Patufet (1953), En Patufet i el gegant (1958), En Patufet i els cargols (1958), En Patufet i els conills (1958), Pinotxo (1971), La princesita y el paje (1953), El puente de los cien voluntarios (1958), La rateta que escombrava l'escaleta (1949), La rendición de Granada (1960, lletra de J.M.Espinàs), El rey del mar (1958), El secuestro de Bambino (1959), El soldadito feo (1958), El timbaler del Bruch (1959, lletra de J.M. Espinàs), Els tres tambors (1958), Tripucho (1958), Una vegada era un rei (1950), La Ventafocs (1959, adaptació de Folch i Camarasa), Viaje de la Tierra a la Luna (1959)
Habitualment, la música era de Joan Morera i Vilella. Molts d'aquests contes foren gravats primer en castellà, als anys quaranta, i després en català als setanta, amb les veus d'alguns dels grans actors catalans del moment.

## Filmografia
Pel·lícules dirigides per Ignasi F. Iquino: Viviendo al revés (1943, música en col·laboració amb Joan Duran), Canción mortal (1945), La familia Vila (1950), Historia de una escalera (1950, basat en l'obra honònima d'Antonio Buero Vallejo, música co-escrita amb Josep Maria Torrens), El Judes (1952, col·laboració en la música d'August Algueró -pare-), Los ángeles del volante i Quiéreme con música (1957), Secretaria para todo (1958) i El niño de las monjas (1959)
- Enemigos (1942), dirigida per Antonio Santillán. Música escrita juntament amb Frederic Martínez i Tudó
- Un marido a precio fijo (1942), de Gonzalo Delgrás, música de José Ruiz de Azagra i ballables Obsesión i Puerto azul de Joan Casas
- Mosquita en palacio (1942), dirigida per Joan Parellada. Música escrita juntament amb Frederic Martínez. Comprèn els fox Pescar, pescar i Tu querer
- Sangre en la nieve (1942), de Ramon Quadreny. Música escrita juntament amb Frederic Martínez, comprèn el fox Amor bajo cero i el vals Corazón que despierta
- Dulce nombre (1952), d'Enrique Gómez. Música escrita juntament amb August Algueró (fill) i Josep Maria Torrens
- La canción del penal (1954) Joan Lladó i Jean Sacha. La música també era d'August Algueró (fill)
- Los gamberros (1954), de Joan Lladó
- El Ceniciento (1955), de Joan Lladó
- El ojo de cristal (1955), d'Antonio Santillán
- El difunto es un vivo (1956), de Joan Lladó. Comprèn els temes Hasta que yo no te bese: bolero i Ponte bonita: porro, amb lletra de Lladó)
- Sitiados en la ciudad (1957), de Miquel Lluch. Música co-escrita amb Ricard Lamote de Grignon
- La muralla (1958), de Lluís Lúcia. Música co-escrita amb Ricard Lamote de Grignon
- Los cobardes (1959), de Juan Carlos Thorry. Col·laboració en la música de Ricard Lamote de Grignon
- Las locuras de Bárbara (1959), de Tulio Demicheli. La música també fou d'Angelo Francesco Lavagnino
- Cena de matrimonios (1962), d'Alfonso Balcázar. Música escrita juntament amb Frederic Martínez i Tudó
- Modas 69 (1968), de Francesc Perelló. Música de Casas, V.Bou, Gerardo Gombau, J.Solà i Gerhard Trede
- Topical Spanish (1970), de Ramon Masats